# Wolf-Hendrik Beyer
Wolf-Hendrik Beyer (Alemania, 14 de febrero de 1972) es un atleta alemán retirado especializado en la prueba de salto de altura, en la que consiguió ser medallista de bronce europeo en pista cubierta en 1994.

## Carrera deportiva
En el Campeonato Europeo de Atletismo en Pista Cubierta de 1994 ganó la medalla de bronce en el salto de altura, con un salto por encima de 2.33 metros, tras el británico Dalton Grant (oro con 2.37 metros) y el francés Jean-Charles Gicquel.